# Postpunk

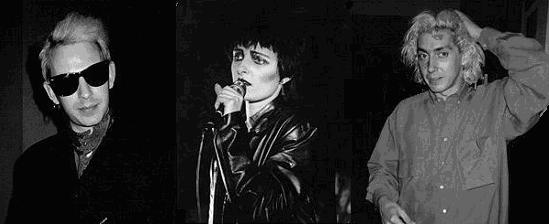
Siouxsie and the Banshees

Postpunk, sammansatt av latin post - efter; och engelska punk, som i punkmusik, är en musikalisk rörelse som hämtade inspiration från punk, men utvecklades i nya riktningar. Postpunk beskrivs som mer konstnärlig och äventyrlig än punk. Om än ofta inte mindre arg och politisk är musiken mycket mer komplex och mångskiftande med influenser från till exempel dub, funk, disco och krautrock.
Postpunkband använde sig ofta av exempelvis synthar, trummaskiner och andra typer av instrument som inte ingår i den traditionella punken. Postpunken tenderar att sinsemellan låta mycket olika. Många av de band som räknas till postpunk-rörelsen hade introverta, konstinfluerade och experimentella drag. En del av postpunken kom senare att kallas goth. Ur postpunken utvecklades även mer poporienterad och kommersiellt inriktad New Pop under 1980-talet.
Musikstilen utvecklades från cirka 1977 med band som Siouxsie and the Banshees, Wire, Magazine, Joy Division, Gang of Four, The Cure, Bauhaus, The Birthday Party och The Fall och hade sin höjdpunkt i slutet av 1970-talet och i början av 1980-talet. Varefter den främst kom att placeras inom indiemusiken där vi exempelvis återfinner postpunk revival. Postpunken föregick musikstilar som exempelvis industri och psychobilly.
Svenska postpunkband var bland andra Brända Barn, Commando M Pigg, Lustans Lakejer, Reeperbahn, Imperiet, TT Reuter, Memento Mori, Kai Martin & Stick, Cortex, Tredje Mannen, Dom Dummaste, Ståålfågel, Camouflage, Dansdepartementet och Global Infantilists.

## Postpunk revival
Under det sena 1990- och 2000-talet framträdde ett flertal band som var tydligt influerade av postpunken, till exempel Franz Ferdinand, Interpol, The Strokes, Elastica och Liars.